# The Crow (1994)
The Crow is een Amerikaanse actie-horrorfilm en neo noir uit 1994, geregisseerd door Alex Proyas. De film is gebaseerd op het gelijknamige stripboek van James O'Barr.
De film verkreeg ogenblikkelijk bekendheid doordat hoofdrolspeler Brandon Lee om het leven kwam door een ongeluk tijdens de opnamen.

## Verhaal
Eric Draven (Brandon Lee) is een jonge rockgitarist met een beeldschone verloofde, Shelly. Op een avond worden ze thuis aangevallen door een drugsbende. Voor de ogen van Eric wordt zijn verloofde op brute wijze verkracht en vermoord, waarna Eric zelf wordt neergeschoten en uit het raam van zijn appartement wordt geduwd.
Precies één jaar na zijn dood verschijnt er een zwarte kraai op het graf van Eric, die wraak wil nemen op zijn moordenaars. Door de kraai staat Eric op uit zijn graf. Hij gaat terug naar het oude appartement, denkend dat Shelly nog leeft. Daar aangekomen ziet hij dat het appartement leeg staat, op een kast en wat andere dingen na. Zijn kat Gabriel zit op de grond. Hij pakt de kat op en ziet alles weer gebeuren van die avond tijdens de moord. Hij laat de kat los en gaat voor een spiegel zitten. Hij schminkt zijn gezicht wit met zwart en loopt naar de kast. Eric pakt de koffer die erin staat, doet de kleren aan die erin zitten en gaat voor het raam staan waar hij is uitgeduwd.
Eric wil wraak. Eerst brengt hij Tin-Tin op gewelddadige manier om. Met het bloed van Tin-Tin tekent Eric een kraai op de muur. Als de politie komt, is Tin-Tin al dood en Eric verdwenen. Eén voor één maakt Eric een eind aan de levens van de bendeleden en overal laat hij het symbool van de kraai achter.
Wanneer Eric bijna iedereen heeft vermoord die hem en Shelly heeft aangevallen, krijgt Top Dollar, het hoofd van de drugsbende, via een van zijn spionnen in de gaten dat de kraai zijn krachtbron is. De kraai wordt neergeschoten waardoor Eric zwakker wordt.
Na Top Dollar vermoord te hebben keert Eric terug naar zijn graf. Shelly loopt naar hem toe in een witte jurk en met een helder licht achter haar. Ze kust hem. Daarna loopt Sarah (het meisje dat bevriend was met Eric en Shelly) naar hun graf, om er weer bloemen op te leggen. Eric heeft wraak genomen en kan rusten in vrede. Dan geeft de kraai de verlovingsring van Eric en Shelly terug aan het meisje als aandenken.

## Rolverdeling
| Acteur              | Personage                        |
| ------------------- | -------------------------------- |
| Brandon Lee         | Eric Draven/The Crow             |
| Rochelle Davis      | Sarah                            |
| Ernie Hudson        | Brigadier Albrecht               |
| Michael Wincott     | Top Dollar                       |
| Ling Bai            | Myca (als Bai Ling)              |
| Sofia Shinas        | Shelly Webster                   |
| Anna Levine         | Darla (als Anna Thomson)         |
| David Patrick Kelly | T-Bird                           |
| Angel David         | Skank                            |
| Laurence Mason      | Tin Tin                          |
| Michael Massee      | Funboy                           |
| Tony Todd           | Grange                           |
| Jon Polito          | Gideon, pandjesbaas              |
| Bill Raymond        | Mickey, lunchkraam eigenaar      |
| Marco Rodríguez     | Torres, rechercheur Moordzaken   |
| Kim Sykes           | Annabella                        |
| Norman Max Maxwell  | Roscoe                           |
| Jeff Cadiente       | Waldo                            |
| Henry Kingi Jr.     | MJ                               |
| Jeff Imada          | Braeden                          |
| Tierre Turner       | Jugger                           |
| James O'Barr        | Overvaller (onvermeld)           |
| Michael Berryman    | Skull Cowboy (scènes verwijderd) |
| Magic               | de Kraai (onvermeld)             |

## Achtergrond

### Ongeluk
The Crow is vandaag de dag vooral bekend van het feit dat acteur Brandon Lee om het leven kwam tijdens de opnames. Dit gebeurde bij de opnames van de scène waarin Eric en zijn vriendin worden aangevallen in hun appartement. Deze scène was expres bewaard voor de laatste opnamedagen omdat het een van de weinige scènes in de film is waarin Lee geen make-up hoefde te dragen. Lee’s personage zou in de scène worden doodgeschoten door Michael Massee’s personage. Er moest een losse flodder in het pistool zitten waarmee geschoten werd, maar toen de scène werd gefilmd bleek er een echte kogel in te zitten. Lee werd geraakt en overleed een aantal uren later in het ziekenhuis. De jonge acteur werd naast zijn vader Bruce Lee begraven.
De dood van Lee maakte dat de laatste scènes zonder hem moesten worden opgenomen. Er werden combinaties van stock footage en scènes met lookalikes gebruikt ter vervanging. Dit alles maakte de film $8 miljoen duurder dan oorspronkelijk begroot.

### Soundtracks
De originele soundtrack van The Crow bevat nummers van onder andere The Cure, The Jesus and Mary Chain, Rage Against the Machine, Helmet en Stone Temple Pilots.
De soundtrack is meerdere malen gecoverd, waaronder door Nine Inch Nails, Rollins Band, en Pantera.

#### Soundtrackalbum
1. The Cure - Burn (6:39)

1. Machines of Loving Grace - Golgotha Tenement Blues (3:58)
2. Stone Temple Pilots - Big Empty (4:55)
3. Nine Inch Nails - Dead Souls (4:52)
4. Rage Against the Machine - Darkness (3:41)
5. Violent Femmes - Color Me Once (4:10)
6. Rollins Band - Ghostrider (5:44)
7. Helmet - Milktoast (3:59)
8. Pantera - The Badge (3:53)
9. For Love Not Lisa - Slip Slide Melting (5:45)
10. My Life with the Thrill Kill Kult - After the Flesh (2:58)
11. The Jesus and Mary Chain - Snakedriver (3:39)
12. Medicine - Time Baby III (3:50)
13. Jane Siberry - It Can't Rain All the Time (5:34)

### Ontvangst
The Crow werd gunstig beoordeeld. Op de website Rotten Tomatoes was 86% van de beoordelingen positief. Vooral de actie en visuele stijl van de film werden geprezen. Caryn James noemde de film in The New York Times een "genrefilm van hoge klasse". Roger Ebert omschreef de film als "a stunning work of visual style".
Lee’s dood droeg mede bij aan het succes van de film.
The Crow bracht wereldwijd $94.000.000 op.

### Vervolgen
Na The Crow verschenen drie vervolgfilms. Deze films sluiten echter niet aan op de eerste film, maar bevatten allemaal een opzichzelfstaand verhaal over andere mensen die door een kraai uit de dood opstaan om wraak te nemen.
- The Crow: City of Angels (1996)
- The Crow: Salvation (2000)
- The Crow: Wicked Prayer (2005)

Op 21 oktober 2009 kondigde Mania aan dat een remake of vervolg op de eerste film gemaakt zou worden. De film zou worden geregisseerd door Stephen Norrington.
Naast deze films is er ook een televisieserie gemaakt:
- The Crow: Stairway to Heaven (1998)

## Prijzen en nominaties
In 1995 won The Crow twee prijzen:
- De BMI Film Music Award
- De MTV Movie Award voor beste filmlied ("Stone Temple Pilots")

Datzelfde jaar werd de film ook genomineerd voor:
- Vier Saturn Awards (beste kostuums, beste regisseur, beste horrorfilm, beste effecten)
- Twee extra MTV Movie Awards (beste acteur en beste film)